# Epidendrum tacarcunense
Epidendrum tacarcunense är en orkidéart som beskrevs av Eric Hágsater. Epidendrum tacarcunense ingår i släktet Epidendrum och familjen orkidéer.
Artens utbredningsområde är Panamá. Inga underarter finns listade i Catalogue of Life.